# Koetzingue
Koetzingue är en kommun i departementet Haut-Rhin i regionen Grand Est (tidigare regionen Alsace) i nordöstra Frankrike. Kommunen ligger i kantonen Sierentz som tillhör arrondissementet Mulhouse. År 2022 hade Koetzingue 583 invånare.

## Befolkningsutveckling
Antalet invånare i kommunen Koetzingue
| Referens: INSEE |